# Makoto Watanabe
Makoto Watanabe (渡辺 誠 Watanabe Makoto?, nacido el 25 de septiembre de 1980 en Shizuoka) es un exfutbolista japonés. Jugaba de centrocampista y su último club fue el Kataller Toyama de Japón.

## Trayectoria

### Clubes
| Club            | País  | Año         |
| --------------- | ----- | ----------- |
| Ventforet Kofu  | Japón | 2003 - 2004 |
| Kataller Toyama | Japón | 2005 - 2010 |